# Crepidula glottidiarum
Crepidula glottidiarum är en snäckart som beskrevs av Dall 1905. Crepidula glottidiarum ingår i släktet Crepidula och familjen toffelsnäckor. Inga underarter finns listade i Catalogue of Life.